# 亞基米夫卡 (文尼察州)
49°17′29″N 29°32′21″E / 49.29139°N 29.53917°E
亞基米夫卡（羅馬化：Yakymivka）是烏克蘭的村落，位於該國西南部文尼察州，由文尼察區負責管轄，始建於1650年，面積4.25平方公里，海拔高度200米，2001年人口1,329，人口密度每平方公里312.63人。